# Pumpkin Island
Pumpkin Island är en ö i Australien. Den ligger i kommunen Rockhampton och delstaten Queensland, omkring 530 kilometer nordväst om delstatshuvudstaden Brisbane. Arean är 0,24 kvadratkilometer. Den sträcker sig 0,7 kilometer i nord-sydlig riktning, och 0,7 kilometer i öst-västlig riktning.
Savannklimat råder i trakten. Genomsnittlig årsnederbörd är 1 140 millimeter. Den regnigaste månaden är januari, med i genomsnitt 296 mm nederbörd, och den torraste är augusti, med 18 mm nederbörd.